# Cetatea Ladislau (Donjonul de la Coronini)
Cetatea Ladislau (Donjonul de la Coronini) sau Cetatea Sfântul Ladislau a fost o cetate medievală încredințată cavalerilor teutoni. Ruinele aceasteia se află în comuna Coronini (mai demult Vărad, în maghiară Lászlóvára) din județul Caraș-Severin. A fost terminată de Sigismund de Luxemburg și dedicată Sfântului Ladislau. Pe malul opus al Dunării se află Cetatea Golubăț.

## Istoric
Fortificația a fost ridicată pe ruine dacice pe un deal numit „Culă”, un deal stâncos cu trei laturi abrupte, de pe malul apelor Dunării. Aceasta se află într-un proces de restaurare din anul 2021. Codul din Repertoriul Arheologic Național este 	53498.01.